# Kruchy Komin
Kruchy Komin – jaskinia w Skałkach Siekierczyńskich we wsi Siekierczyna w województwie małopolskim, w powiecie tarnowskim, w gminie Ciężkowice. Skały te znajdują się na porośniętych lasem północnych zboczach opadających do doliny Siekierczanki nieco powyżej szkoły. Obok skał prowadzi ścieżka edukacyjna „Przez Wieprzek” znakowana zielonym liściem klonu. Jest to obszar Pogórza Rożnowskiego będącego częścią Pogórza Środkowobeskidzkiego.
Schronisko Złoty Komin znajduje się w środkowej skale w kształcie kazalnicy, która przecięta jest dwoma pionowymi kominami. Jest to Złoty Komin (lewy) i Kruchy Komin (prawy). Obok skały z kominami zamontowano tablicę ścieżki dydaktycznej z opisem i zdjęciami.
Jaskinia Kruchy Komin ma jeden otwór dolny, u północnej podstawy skały, oraz dwa otwory górne. Jej zwiedzanie jest trudne i wymaga wspinaczki (V w skali polskiej), ponadto jej dolna część jest ciasna. Za otworem dolnym znajduje się stromo wznosząca się szczelina o szerokości od 20 do 50 cm i wysokości do 8 m. W połowie długości ostro zmienia kierunek na południowo-zachodni i po 3 m kończy się w zawalisku. W jaskini znajdują się dwa zaklinowane głazy, które tworzą dwa piętra połączone z sobą kominami. Jeden z nich, o długości 4,5 m wychodzi na górnej powierzchni skały otworem, drugi ma długość 2,8 m i kończy się ślepo. Górne piętro jaskini ma długość 6 m, szerokość do 3 m i wysokość do 0,7 m. Na górną powierzchnię wyprowadza z niego kominek o wysokości 1,5 m.
Jaskinia wytworzyła się wzdłuż płaszczyzn spękań ciosowych w piaskowcu ciężkowickim wskutek grawitacyjnego osiadania jego ławic, oraz przy udziale erozji wietrzeniowej. Na jej dnie znajduje się gruz, a miejscami także gleba i liście. Częściowo oświetla ją rozproszone światło słoneczne, ale partie między górnymi otworami są ciemne. W całości poddana jest oddziaływaniom czynników środowiska zewnętrznego. W otworach i w ich pobliżu rozwijają się porosty, mchy i paprocie, w głębi grzyby.
Faunę reprezentują liczne pajęczaki, chrząszcze i motyle.
Jaskinię odkryli P. Baczyński i T. Mleczek ze Speleoklubu Dębickiego latem 1966 roku. We wrześniu tego roku zinwentaryzował ją T. Mleczek. On też opracował jej plan.

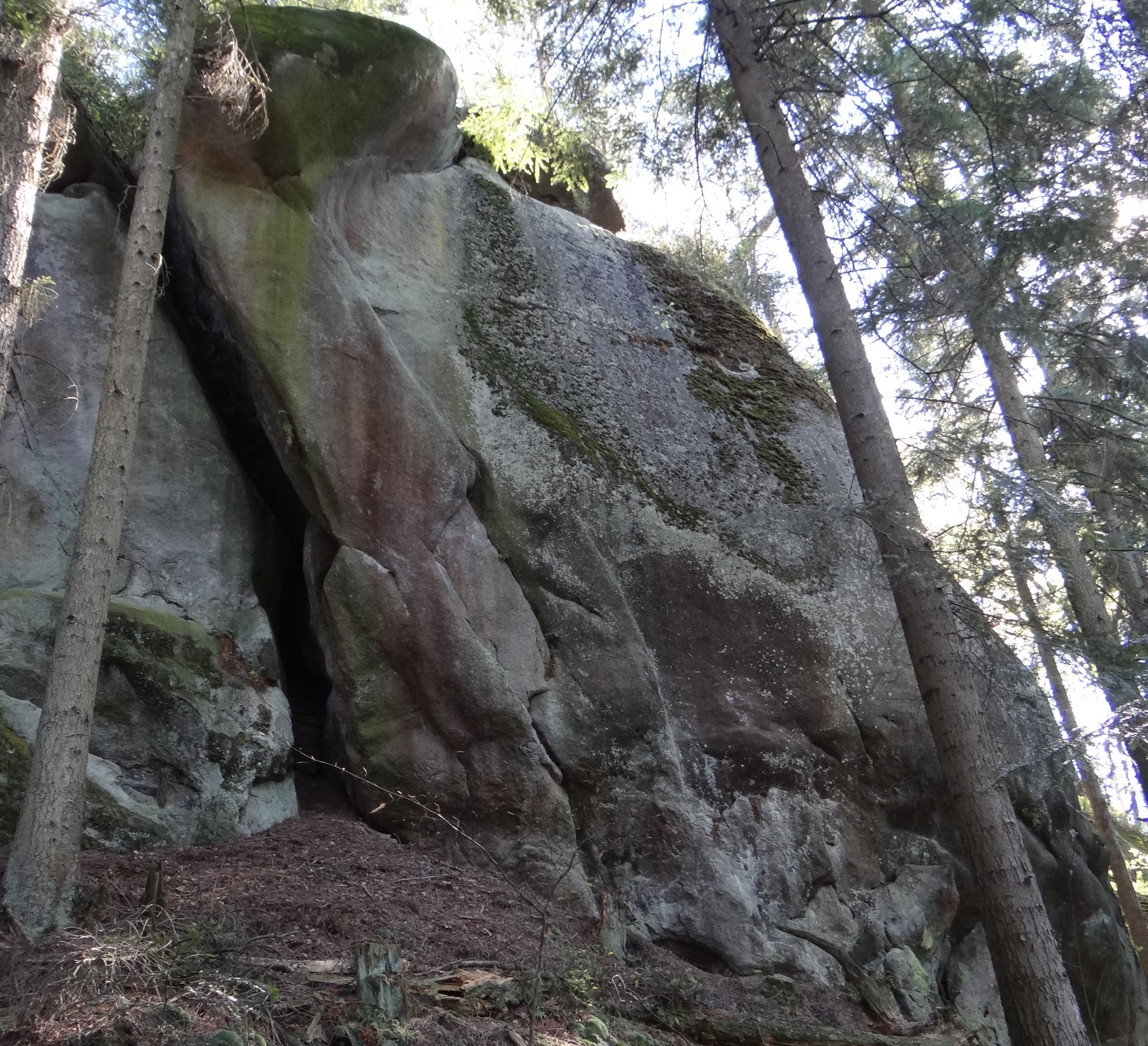
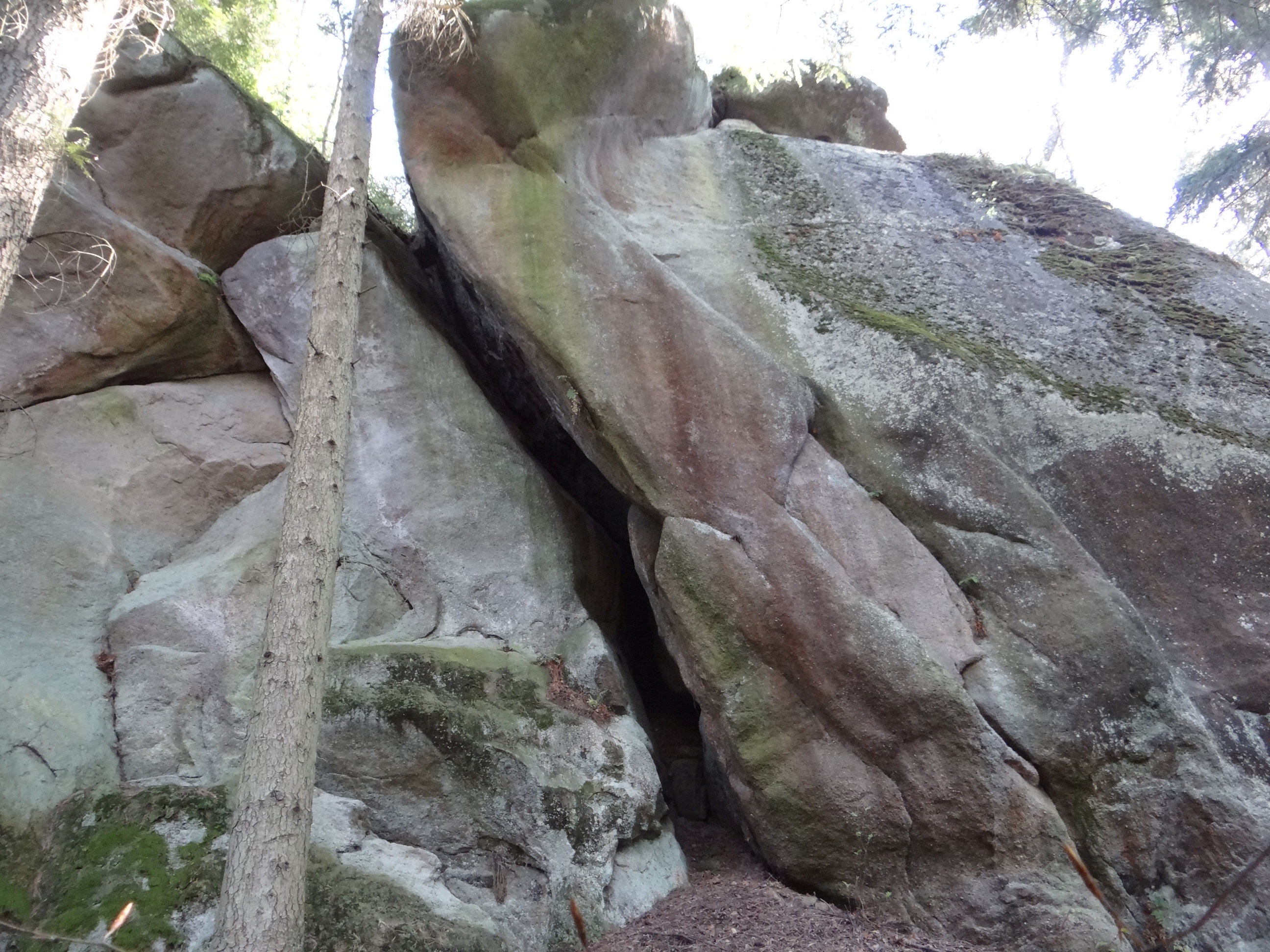
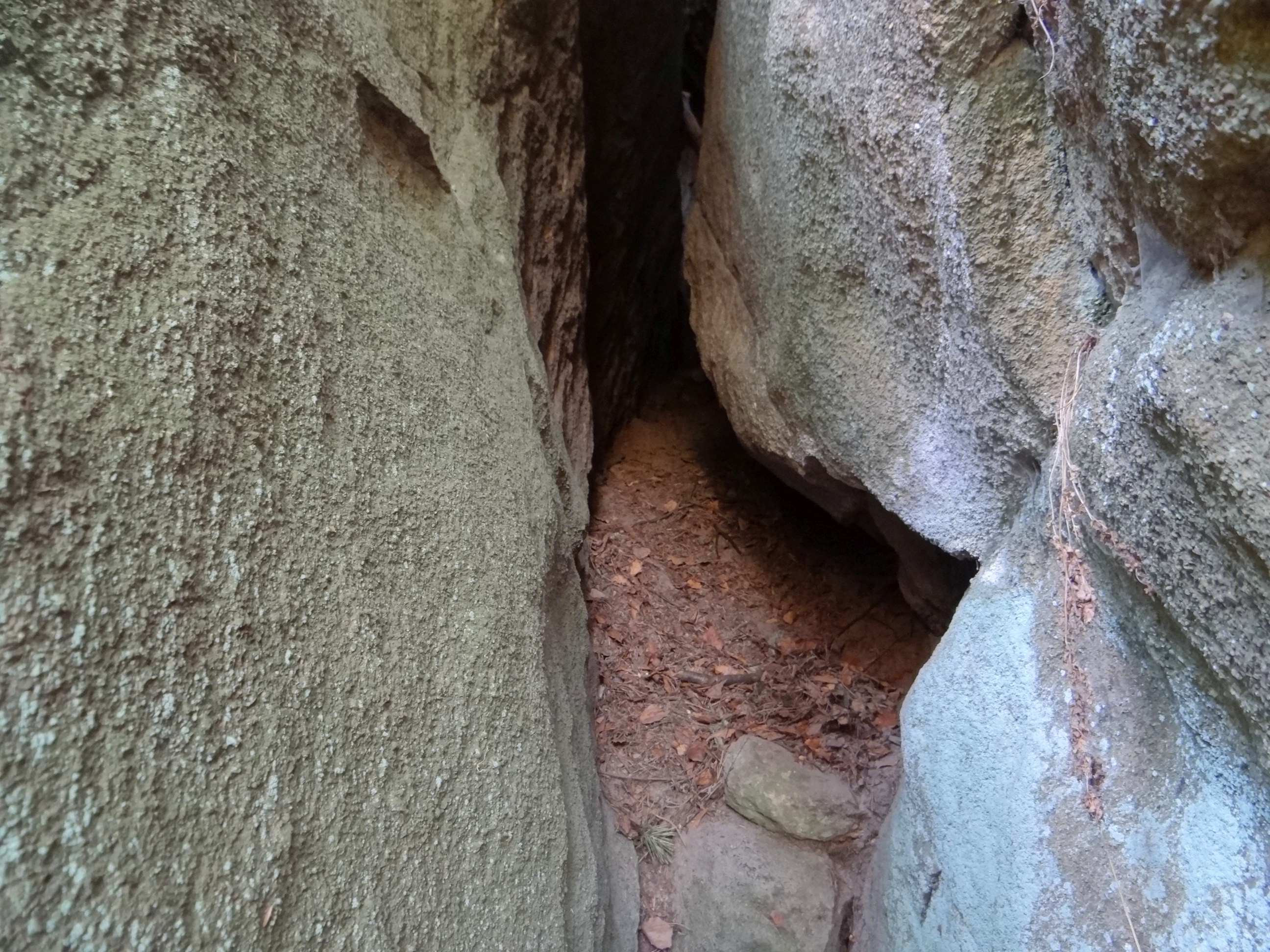